# Henning-Mörder-Straße 4 / 4 a

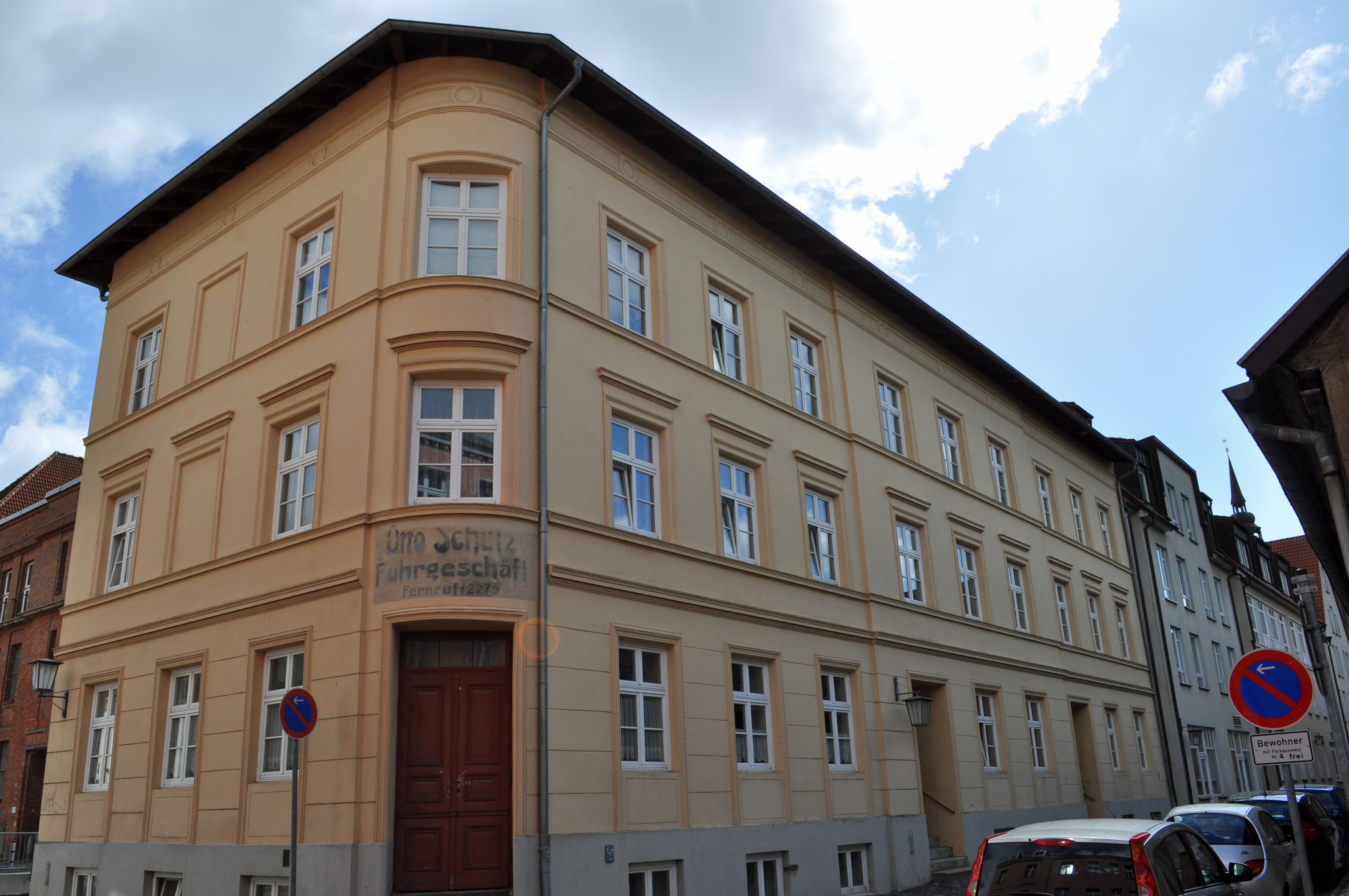
Das Haus Henning-Mörder-Straße 4 / 4 a in Stralsund (2012)

Das Gebäude mit der postalischen Adresse Henning-Mörder-Straße 4 / 4 a ist ein denkmalgeschütztes Bauwerk in der Henning-Mörder-Straße in Stralsund, an der Ecke zum Katharinenberg.
Das dreigeschossige, verputzte Eckgebäude wurde in der zweiten Hälfte des 18. Jahrhunderts als Kaserne errichtet. In der Mitte der 1880er-Jahre wurde das Gebäude zum Mietshaus mit Kleinwohnungen umgebaut.
Zur Henning-Mörder-Straße weist das Haus neun Achsen und zwei Haustüren und zum Katharinenberg drei Achsen auf. Die Eckachse ist abgerundet ausgeführt und beherbergt eine Haustür.
Das Haus liegt im Kerngebiet des von der UNESCO als Weltkulturerbe anerkannten Stadtgebietes des Kulturgutes „Historische Altstädte Stralsund und Wismar“. In die Liste der Baudenkmale in Stralsund ist es mit der Nummer 352 eingetragen.